# Heinz Hoffmann
Karl Heinz Hoffmann (Mannheim, 28 novembre 1910 – Strausberg, 2 dicembre 1985) è stato un politico e generale tedesco-orientale.

## Biografia
Generale della Nationale Volksarmee, è stato Ministro della Difesa Nazionale della Repubblica Democratica Tedesca dal 14 luglio 1960 al 2 dicembre 1985 e dal 2 ottobre 1973 membro del politburo del comitato centrale del Partito Socialista Unificato di Germania.